# Kingfisher megye
Kingfisher megye az Amerikai Egyesült Államokban, azon belül Oklahoma államban található. Megyeszékhelye Kingfisher, legnagyobb városa Piedmont. Lakosainak száma 15 184 fő (2020. április 1.). Kingfisher megye Major, Oklahoma, Canadian, Garfield, Logan és Blaine megyékkel határos.

## Népesség
A megye népességének változása:
| Lakosok száma | 15 054 | 15 120 | 14 994 | 15 276 | 15 584 | 15 184 |
|               | 2010   | 2011   | 2012   | 2013   | 2015   | 2020   |